# Chľaba
Chľaba (maďarsky Helemba) je obec na Slovensku, v okrese Nové Zámky v Nitranském kraji. Žije v ní 686 obyvatel.

## Historie
Archeologické nálezy potvrzují osídlení neolitu. První písemná zmínka o vesnici pochází z roku 1138, kdy je zmiňována jako rybářská obec Helenba, v roce 1362 Helumba, v roce 1335 jako Heleba a od roku 1948 Chľaba. Vesnice patřila dömöšskému proboštství a od 13. století ostřihomskému arcibiskupství a od rou 1523 ostřihomské kapitule. V roce 1339 obec náležela do královského loveckého revíru.
Hlavní obživou bylo zemědělství, vinohradnictví, po druhé světové válce v rámci jednotného zemědělského družstva to bylo zelinářství, vinohradnictví a rybolov.

## Přírodní poměry
Obec leží dvanáct kilometrů severovýchodně od Štúrova, v jihovýchodním úpatí sopečného pohoří Burda a Podunajské nížiny při soutoku řek Ipeľ s Dunajem, které tvoří jeho východní a jižní hranici a také určují státní hranici s Maďarskem. Na severu je území ohraničeno Kováčovskými kopci. Východní část je tvořená údolní rovinou mezi vodními toky, západní část ležící v pohoří je tvořena andezity a jejich vulkanickými zbytky. Nadmořská výšky se pohybuje v rozmezí 101 až 395 metrů, střed obce je ve výšce 115 metrů. Na odlesněných jihovýchodních úbočích se nachází vinice. Lesní porosty jsou tvořené duby, habry a akáty. Půdní typy zastupují hnědozemě, lesní hnědozemě, lužní a nivní typy.
Do správního území obce zasahují části národních přírodních rezervací Burdov a Leliansky les a evropsky významných lokalit Burdov, Dunaj a Dolní tok Ipľu.

## Pamětihodnosti
- Římskokatolický kostel svatého Emricha z roku 1795 postavený v barokním slohu a koncem 19. století klasicisticky přestavěn.[7][8]
- Pivní muzeum z roku 2005, jehož základem jsou vinné sklípky (slovensky: vinné pivnice)